# Stactolaema
Stactolaema is een geslacht van vogels uit de familie Lybiidae.

## Soorten
Het geslacht kent de volgende soorten:
- Stactolaema anchietae – Geelkopbaardvogel
- Stactolaema leucotis – Witoorbaardvogel
- Stactolaema whytii – Whytes baardvogel